# Keyport
Keyport és una població dels Estats Units a l'estat de Nova Jersey. Segons el cens del 2007 tenia 7.502 habitants.

## Demografia
Segons el cens del 2000, Keyport tenia 7.568 habitants, 3.264 habitatges, i 1.798 famílies. La densitat de població era de 2.072,4 habitants/km².
Dels 3.264 habitatges en un 25,8% hi vivien nens de menys de 18 anys, en un 39,4% hi vivien parelles casades, en un 10,9% dones solteres, i en un 44,9% no eren unitats familiars. En el 38,4% dels habitatges hi vivien persones soles el 19,5% de les quals corresponia a persones de 65 anys o més que vivien soles. El nombre mitjà de persones vivint en cada habitatge era de 2,31 i el nombre mitjà de persones que vivien en cada família era de 3,11.
Per edats la població es repartia de la següent manera: un 21,8% tenia menys de 18 anys, un 7,3% entre 18 i 24, un 33,2% entre 25 i 44, un 21,6% de 45 a 60 i un 16,1% 65 anys o més.
L'edat mediana era de 38 anys. Per cada 100 dones de 18 o més anys hi havia 90,8 homes.
La renda mediana per habitatge era de 43.869 $ i la renda mediana per família de 58.176 $. Els homes tenien una renda mediana de 42.958 $ mentre que les dones 34.036 $. La renda per capita de la població era de 23.288 $. Aproximadament el 4,9% de les famílies i el 7,8% de la població estaven per davall del llindar de pobresa.

## Poblacions més properes
El següent diagrama mostra les poblacions més properes.